# Котиково (селище)
Ко́тиково (рос. Котиково) — селище у складі Вяземського району Хабаровського краю, Росія. Входить до складу Виноградовського сільського поселення.

## Населення
Населення — 51 особа (2010; 56 у 2002).
Національний склад (станом на 2002 рік):
- росіяни — 82 %